# Sony Music Entertainment Japan
Sony Music Entertainment, Inc. (jap. 株式会社ソニー・ミュージックエンタテインメント Kabushiki gaisha Sonī Myūjikku Entateinmento) – japońska wytwórnia muzyczna, oddział konglomeratu Sony. Wytwórnia ze względu na politykę ochrony japońskiego rynku fonograficznego jest niezależna od swego amerykańskiego odpowiednika Sony Music Entertainment. Firma powstała w 1968 roku pod nazwą CBS/Sony Records Inc. jako spółka joint venture amerykańskiej sieci telewizyjnej i radiowej Columbia Broadcasting System oraz korporacji Sony.